# Kungsgatan (Stockholm)
Kungsgatan er en hovedgade i Stockholms indre by, der går gennem kvarterene Norrmalm og Kungsholmen. Gaden løber i øst-vestlig retning fra Birger Jarlsgatan ved Stureplan til Kungsholmsgatan og er omkring 1,5 kilometer lang.
Arkitekturen langs Kungsgatans østlige del er domineret af markante bygninger hovedsageligt opført i 1910'erne, 1920'erne og 1930'erne, blandt dem Myrstedt & Stern (indviet i 1910), Koncerthuset (indviet i 1926) og Centrumhuset (indviet i 1931). Den vestlige del, som er betydelig ældre, domineres af bygninger fra forgangne årtier. Det drejer sig bl.a. om Lundbergska huset (opført 1883-1885) og Oscarsteatern (indviet i 1906).
Over Kungsgatan fører to buebroer: Malmskillnadsbron og Regeringsgatans bro. Begge blev bygget i forbindelse med, at Kungsgatan blev gravet igennem Brunkebergsåsen og indviet samtidig med gaden i 1911.
Stockholms og Sveriges første lyskurv blev taget i drift på Kungsgatan i januar 1925. En nysgerrig skare mennesker havde samlet sig i krydset Kungsgatan/Vasagatan for at se nyskabelsen.

## Gadens historie
I 1887 besluttede byrådet, at Kungsgatan skulle føres op til Stureplan, lige igennem Brunkebergsåsen. Inden da blev al trafik ledt over højderyggen, og denne gade havde mange forskellige navne, det ældst kendte var Helsingegathun (1647) og Helsing grenden (1658). I begyndelsen af 1700-tallet blev navnet ændret til Luthers gatun, Lutterns grend og endelig Lutternsgatan.
Kungsgatans østlige del blev indviet den 24. november 1911 efter at grave- og sprængningsarbejdet gennem Brunkebergsåsen havde stået på i seks år. Det erstattede derefter Lutternsgatan, en gade med skure og gamle træhusbygninger. Under eksplosionerne blev der fundet gamle rester fra en vikingeby, der angiveligt lå, hvor Hötorget ligger i dag. Før indvielsen, den 21. november, blev den første sporvogn i Stockholm testet på gaden: "vognen kørte frem og tilbage to gange mellem Stureplan og Hötorget".
Som følge af niveauforskellen blev Kungsgatan krydset af Malmskillnadsgatan og Regeringsgatan via nybyggede viadukter, og der var ingen bygninger ved den nedgravede gade, men udelukkende jordskråninger langs nord- og sydsiden. I 1959 præsenterede arkitekt Sven Wallander en vision om to høje tvillingetårne ved Malmskillnadsbrons krydsning med omkringliggende lavere bygninger og åbne arkader i gadeplan. Forslaget dannede grundlag for en (i 1919 forkastet) lokalplan, der indeholdt en buet bygningsfacade fra Norrlandsgatan til det nuværende Sveavägen med Kungstårnene som højdepunkt. Den generelle bygningshøjde i gaden var sat til seks etager, og facaderne skulle trods flere forskellige arkitekter have en ensartet udformning med arkadelignende motiver i stueetagerne.
I løbet af 1950'erne begyndte byggeriet af Stockholms Tunnelbana mellem Kungsgatan og Slussen, selvom gadens fremkommelighed havde stor betydning for trafikken i det centrale Stockholm i denne periode. Da Stockholms handelscentrum i 1960'erne blev flyttet sydpå til Hamngatan og Sergels Torg, var det samtidigt begyndelsen på en tid med tilbagegang for gadelivet på Kungsgatan.
For at give Kungsgatan noget af sit tidligere liv tilbage, blev der i 1980'erne foretaget en renovering og oprydning af gaden på daværende initiativ af stadsarkitekten Per Kallstenius. I den forbindelse blev fortovene udvidet, og der blev opsat ensartet skiltning og belysning.

## Aftenstemning før og nu
I december 1945 stod fotografen Gunnar Lundh på Malmskillnadsbron og tog billeder af Kungsgatan ved juletid mod vest og øst. Tilsvarende fotografier blev taget i december 2010-11.
- Vue mod vest 1945.
- Mod vest 2010 
(samme vue som 1945)
- Kungstårnene.
- Mod øst 1945.
- Mod øst med "Kungsgatan 100 år" på Malmskillnadsbron i 2011.

## Biografgade
Kungsgatan var engang én af Stockholms større biografgader (se Biografer i Stockholm), idet der i nr. 65 lå Palladium som åbnede i 1918 og lukkede i 1987. I Palladiums lokaler har der siden 2003 ligget Casino Cosmopol. I nummer 37 åbnede biografen Royal i 1936, og den vedblev med at eksistere under forskellige navne indtil 2008, hvor den blev kaldt Astoria. Mellem Sveavägen og Birger Jarlsgatan ligger to af Stockholms mest berømte og etablerede biografer, Saga (indviet i 1937) og Rigoletto (indviet i 1939).

## Den kollektive trafik
Kungsgatan betjenes af flere buslinjer, linje 1 og 75 betjener hele Kungsgatan med undtagelse af den kortere del på Kungsholmen. Antallet af stoppesteder på Kungsgatan er faldet de seneste år, idet blandt andet stoppestederne Norrlandsgatan, Sveavägen og Vasagatan er blevet trukket tilbage af Keolis, der er ansvarlig for Storstockholms Lokaltrafik. De resterende busstoppesteder er Regeringsgatan (beliggende vest for Regeringsgatans bro), Hötorget og Cityterminalen.
Tunnelbanans station Hötorget har fire udgange på Kungsgatan, alle beliggende i krydset mellem Kungsgatan/Sveavägen. Metrostationen hed oprindeligt "Kungsgatan", men siden 1957 har den heddet "Hötorget". Kungsgatan, på Kungsbron, har ligeledes flere indgange til Stockholms centralstation. Cityterminalen har en udgang mod Kungsgatan/Kungsbron ved terminalsløjfen.

## Kungsgatan gennem tiderne
- Brunkebergsåsen næsten gennembrudt i 1909.
- Efter indvielsen,
 den 24. november 1911.
- Fejringsdagen for fred i Europa. Konfettiparade den 7. maj 1945.
- Neonlys i midten af 1940'erne.
- Sverige går over til højrekørsel den 3. september 1967.